# Ferdynand II Medyceusz
Ferdynand II Medycejski (ur. 14 lipca 1610 we Florencji, zm. 23 maja 1670 tamże) – wielki książę Toskanii z dynastii Medyceuszy w latach od 1621 do 1670.

## Życiorys
Urodził się jako najstarszy syn (drugie dziecko) wielkiego księcia Toskanii Kosmy II i jego żony wielkiej księżnej Marii Magdaleny. Na tron wstąpił po śmierci ojca 28 lutego 1621. Do 1628 regencję w jego imieniu sprawowały matka oraz babka wielka księżna Krystyna. W wieku siedemnastu lat odbył podróż po Europie. Mimo iż już rok później objął w księstwie samodzielne rządy aż do 1637 roku pozostawał pod wpływem swej babki wielkiej księżnej Krystyny Lotaryńskiej.
Pierwszym wyzwaniem z jakim musiał się zmierzyć młody książę była epidemia, która przetoczyła się przez jego kraj w 1630 roku zmniejszając liczbę ludności o 10% i powodując poważne trudności gospodarcze. W przeciwieństwie do toskańskiej arystokracji Ferdynand i jego bracia pozostali w mieście co znacznie wpłynęło na popularność księcia. W 1633 roku jego matka i babka zaaranżowały jego ślub z wnuczką księcia Urbino Franciszka Marii II Wiktorią della Rovere. Dwójka ich synów dożyła wieku dorosłego: Kosma urodzony w 1642 roku i Franciszek Maria urodzony w roku 1660. Ten drugi był owocem krótkiego pojednania małżonków po tym jak po urodzeniu Kosmy księżna nakryła biseksualnego męża w łóżku z hrabią Brutusem della Molera.
Wielki książę miał obsesję na punkcie nowych technologii, był posiadaczem kilku wilgotnościomierzów, barometrów, termometrów i teleskopów zainstalowanych w Pałacu Pittich. W 1657 kardynał Leopold Medyceusz, młodszy brat Ferdynanda założył we Florencji jedno z pierwszych w Europie towarzystw naukowych Accademio del Cimento.
Na po podstawie pomysłu Galileusza Ferdynand II skonstruował w 1641 roku pierwszy termometr cieczowy, a w 1654 roku przyczynił się do powstania pierwszej międzynarodowej sieci pomiarowej pogody (sieć florentyńska).
W czasie rządów Ferdynanda II Toskania była zaangażowana w wojny o Castro i zadała klęskę siłom papieża Urbana VIII w 1643 roku (był to ostatni konflikt zbrojny w którym Wielkie Księstwo Toskanii brało udział). Po spłaceniu najemników skarb był tak pusty, że państwo nie było w stanie spłacać odsetek od obligacji skarbowych. Stopa procentowa została obniżona do 0,75%. Gospodarka stała się tak niewydolna że handel wymienny odbywał się głównie na targowiskach wiejskich.
Książę zmarł 23 maja 1670 roku na apopleksję i obrzęk. Został pochowany w nekropolii Medyceuszy w bazylice Świętego Wawrzyńca we Florencji.

## Potomstwo
26 września 1633 poślubił Vittorię della Rovere. Para miała czterech synów:
- Cosimo (1639–1639),
- syna (1640–1640),
- Cosimo III (1642–1723), kolejnego wielkiego księcia Toskanii
- Franesco Marię (1660–1711), kardynała